# هوبيرت لوته
هوبير لوثه (بالألمانية: Hubert Luthe)‏ (و. 1927 – 2014 م) هو كاهن كاثوليكي ألماني، توفي في إسن، عن عمر يناهز 87 عاماً.

## مناصب
تولى منصب أسقف كاثوليكي (منذ 14 ديسمبر 1969)
- أسقف مساعد  [لغات أخرى]‏[1]
- مطران  [لغات أخرى]‏
- أسقف عنواني  [لغات أخرى]‏[1]

.

## روابط خارجية
- هوبير لوثه على موقع مونزينجر (الألمانية)